# 安东·阿连斯基
安东·斯蒂凡诺维奇·阿连斯基（羅馬化：Anton Stepanovich Arensky；1861年7月12日—1906年2月25日），俄罗斯作曲家，钢琴家，音乐教育家。早年在圣彼得堡音乐学院师从林姆斯基·高沙可夫，1882年起任莫斯科音乐学院和声学教授。1895年经巴拉基列夫推荐到圣彼得堡指挥帝国合唱团，1901年因健康原因退休，1906年因肺结核死于芬兰的疗养地。
阿连斯基的音乐深受柴可夫斯基的影响，具有旋律优美动听，结构纤巧精致的特点，唯较缺乏情感与力量。他最擅长的创作领域是室内乐。

## 作品節選
室內樂
- D小調第1號鋼琴三重奏，作品32
- F小調第2號鋼琴三重奏，作品73
- G大調第1號弦樂四重奏，作品11
- A小調第2號弦樂四重奏，作品35
- D大調鋼琴五重奏，作品51

## 外部連結
- 安东·阿连斯基的免费乐谱，由国际乐谱典藏计划提供
- 互联网档案馆中安东·阿连斯基的作品或与之相关的作品